# Juvincourt-et-Damary

Juvincourt-et-Damary este o comună în departamentul Aisne din nordul Franței. În 1 ianuarie 2022 avea o populație de 608 de locuitori.